# Apelicón
Apelicón (en griego antiguo Ἀπελλικῶν) fue un hombre adinerado y bibliófilo de Teos y más tarde ciudadano ateniense que vivió en el siglo I a. C..
Además de gastar grandes sumas en la formación de su biblioteca robó documentos originales de los archivos de Atenas y otras ciudades griegas. Tras ser descubierto huyó para escapar al castigo, pero retornó cuando Aristion, un acérrimo enemigo de los romanos, se proclamó tirano de la ciudad con la ayuda de Mitrídates VI. Atenion le envió con algunas tropas a Delos para expoliar los tesoros del templo de Apolo, pero mostró poca habilidad militar. Fue sorprendido por las huestes romanas comandadas por Orobio, y tuvo que escapar para salir con vida. Murió poco más tarde, probablemente en 84 a. C.
La empresa principal de Apelicón fue la recolección de libros raros e importantes. Adquirió de la familia de Neleo de Escepsis en la Tróade manuscritos de la obra de Aristóteles y Teofrasto y sus bibliotecas, que el propio Teofrasto había otorgado a Neleo, que fue pupilo suyo. Los habían escondido bajo tierra para impedir que cayeran en las manos de los príncipes bibliófilos de Pérgamo, y se encontraban en malas condiciones. Apelicón rellenó las lagunas y realizó una edición nueva, aunque contenía defectos. En 84 a. C. Lucio Cornelio Sila se apoderó de los libros y los llevó a Roma. Allí se entregaron los manuscritos al gramático Tiranion, que los copió.